# 周正 (景泰進士)
周正（1418年—？），字直卿，江西南昌府南昌縣人，民籍，明朝政治人物。同進士出身。

## 生平
景泰元年（1450年）庚午科江西鄉試第一百四十九名。景泰五年（1454年）甲戌科會試第五十九名，殿試登進士第三甲第七十一名。历官建安、乐清知县。

## 家族
曾祖周通廣。祖父周彥秀。父周志雅。